# Рубцов мост
Рубцов мост — пешеходный мост в Москве через реку Яузу. Построен в 1966 году, реконструирован в 2002 году. Соединяет два участка улицы Новая Дорога, между Рубцовской и Госпитальной набережными.

## Происхождение названия

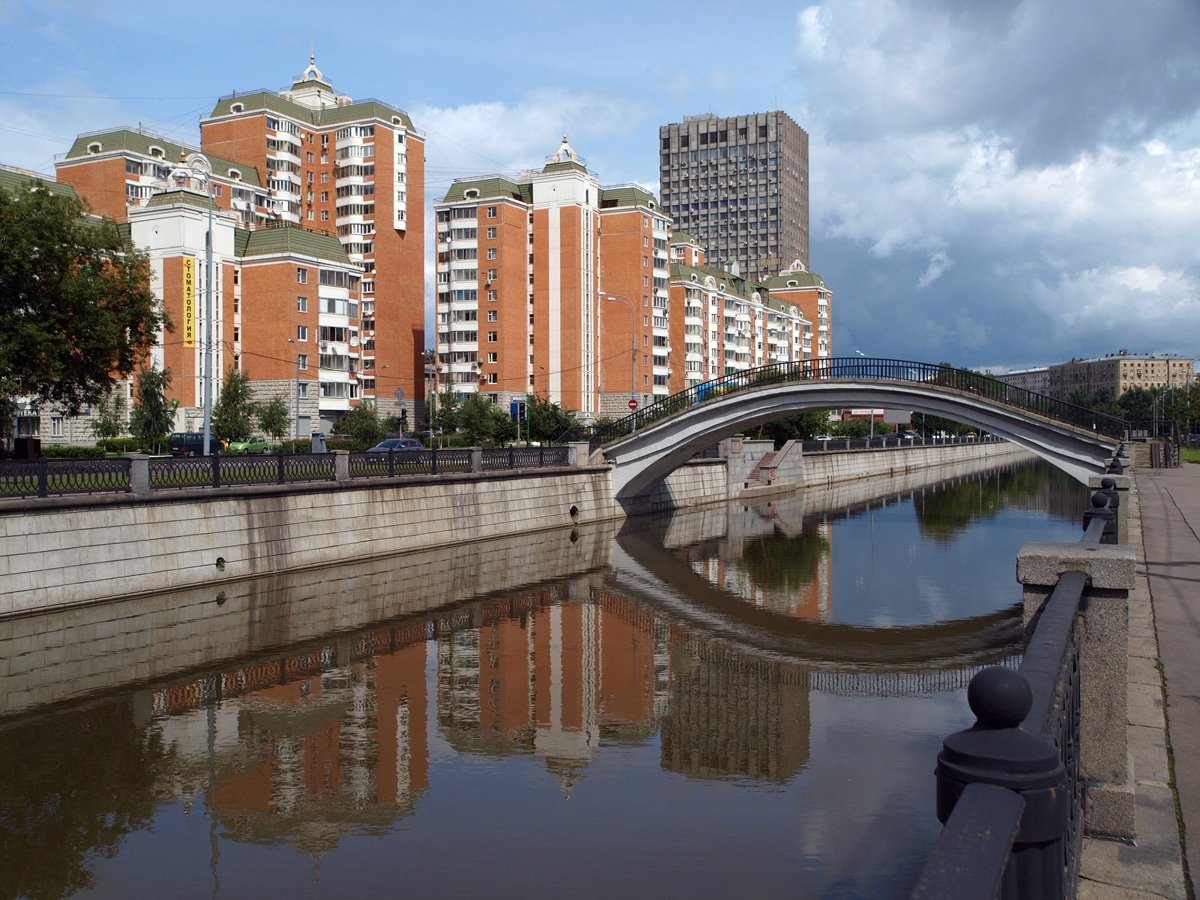
Рубцов мост. Вид на Рубцовскую набережную.

Мост на трассе улицы Новая Дорога через Яузу. Реконструирован в 2002 году, до этого названия не имел. Название связано с существовавшим здесь селом Рубцово-Покровское.

## Соседние мосты через Яузу
- выше по течению реки — Мост Казанского направления МЖД
- ниже по течению реки — Госпитальный мост